# Benrad
Benrad – kraina geograficzna (niem. Gebiet) w Krefeld w Niemczech, w kraju związkowym Nadrenia Północna-Westfalia, w rejencji Düsseldorf. Benrad dzieli się na dwie dzielnice: Benrad-Nord oraz Benrad-Süd.

## Geografia
Benrad położone jest w zachodniej części Krefeldu. Na północy, Benrad-Nord, graniczy z dzielnicą Hüls i Kempener Feld/Baackeshof. Na południowym-wschodzie, Benrad-Süd, graniczy z dzielnicami Dießem/Lehmheide, Fischeln, a na południowym-zachodzie z Forstwald.

## Populacja

### Demografia
Według spisu ludności z 2023 roku w Benrad mieszkało 6860 mieszkańców, z czego 3419 to mężczyźni, a 3441 to kobiety. 5344 mieszkańców dzielnicy ma pochodzenie niemieckie, a 1516 pochodzenie zagraniczne.